# Virtua Fighter
Virtua Fighter es un videojuego de peleas (lucha de un personaje contra otro) de 1993 desarrollado por el estudio de SEGA AM2, dirigido por Yu Suzuki. Es uno de los pioneros en materia de polígonos. El equipo AM2 también desarrolló alrededor de la misma época el Virtua Racing, videojuego de carreras con gráficos totalmente poligonales.
La jugabilidad era bastante sencilla, con una palanca de dirección y 3 botones: uno de puñetazo, otro de patada y otro de bloqueo. Con combinaciones de los mismos era posible realizar golpes especiales y llaves, pero ninguna del tipo ficción de juegos como Street Fighter II. Cada personaje poseía un estilo de arte marcial real y único. Por ejemplo, el personaje Wolf era experto en lucha libre americana, Jacky y su hermana Sarah dominaban el Jeet Kune Do, Kage-Maru y el JiuJitsu, etcétera. Lo único exagerado en este juego era la altura a la que podían saltar los personajes.
El juego de recreativa fue trasladado a la consola doméstica Saturn para su salida al mercado, siendo muy fiel a ésta. Tuvo un símil de secuela, "Virtua fighter Remix", con texturas en los polígonos y otras mejoras de tipo gráfico.
También fue trasladado a la consola "add-on" Megadrive 32X, con excelentes resultados técnicos, pero no tanto en ventas.
El gran éxito de este concepto le ha proporcionado a Sega sustanciosos beneficios a lo largo de los años, así como una serie de imitadores que han gozado de igual fama, como Tekken de Namco, Dead or alive de Tecmo, Rage of the Dragons de Evoga, y otros desarrollados por la propia Sega como Last Bronx.
Ha tenido varias secuelas en arcade, que aunque en principio se veían destinadas a viajar a las consolas de Sega en exclusividad, a partir del 2001 se han visto repartidas en otras plataformas.
También existe una serie de animación japonesa sobre Virtua fighter (concretamente, sobre Virtua fighter 2). En esta serie los personajes aparecen caracterizados bastante más jóvenes que en los juegos, con sus roles ligeramente o completamente alterados y mostrando un golpe o ataque característico del juego en cada episodio.

## Personajes (con su estilo de lucha)
- Akira Yuki (Japón) - Hakkyoku Ken (Bajiquan)
- Jacky Bryant (EE. UU.) - Jeet Kune Do
- Sarah Bryant (EE. UU.) - Artes Marciales
- Wolf Hawkfield (Canadá) - Lucha Libre Profesional
- Jeffry McWild (Australia) - Pancracio
- Kage Maru (Japón) - Hagakure-ryu Jiu Jiutsu
- Pai Chan (China) - Ensei-Ken
- Lau Chan (China) - Koen-Ken (Tiger-Swallow Fist)
- Dural (Creación de la organización J6) - Mezcla de todos los estilos jugables